# Jacques Peitret
Jacques Peitret ou Peytret (v. 1620, Arles - Fin du XVIIe, Paris) est un peintre, graveur et architecte arlésien du XVIIe siècle.

## Biographie

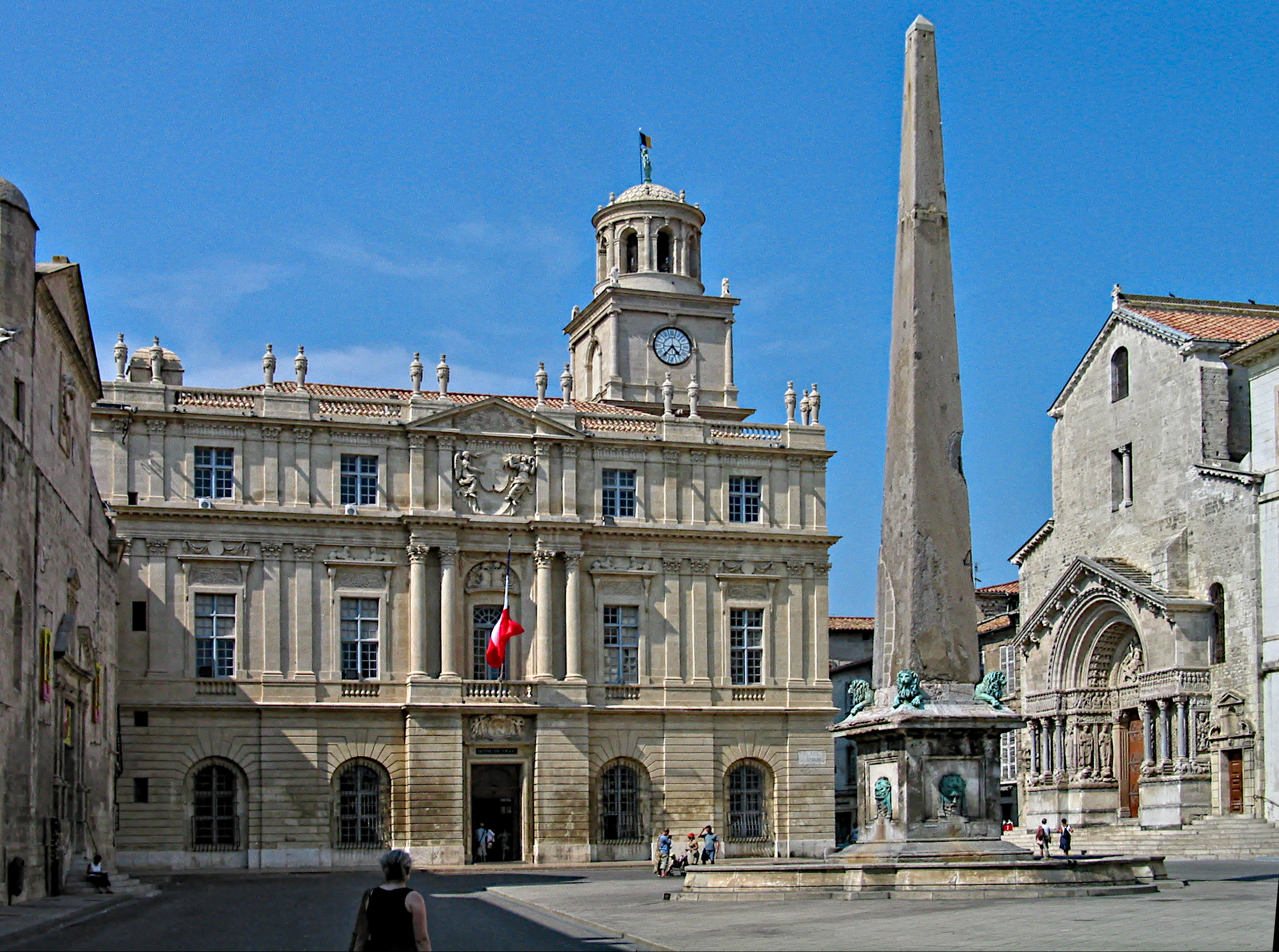
Hôtel de ville et obélisque d'Arles sur la place de la République

Jacques Peitret est né à Arles dans une famille de pêcheurs originaire des Saintes-Maries-de-la-Mer, probablement autour des années 1620.
Il entreprend avec son collègue Claude Terrin des recherches sur le théâtre antique et montre qu'il s'agit d'un théâtre et non comme admis jusqu'alors, un Temple de Diane, ce qui conduisit à donner son nom à la fameuse Vénus d'Arles.
Il travaille aux plans de divers établissements arlésiens : l'hôpital et surtout l'hôtel de ville (entre 1673 et 1675) pour lequel il sollicite l'avis de l'architecte du roi, Jules Hardouin-Mansart.
En 1676, il dirige avec Claude Pagnon, l'érection de l'obélisque de l'ancien cirque romain sur la place appelée alors place Royale
On a également conservé plusieurs gravures qui lui sont attribuées : La ville et Cité d'Arles (1660), vue de Trinquetaille et l'Amphithéâtre tel qu'il est à présent (1666) où figurent de nombreuses maisons.

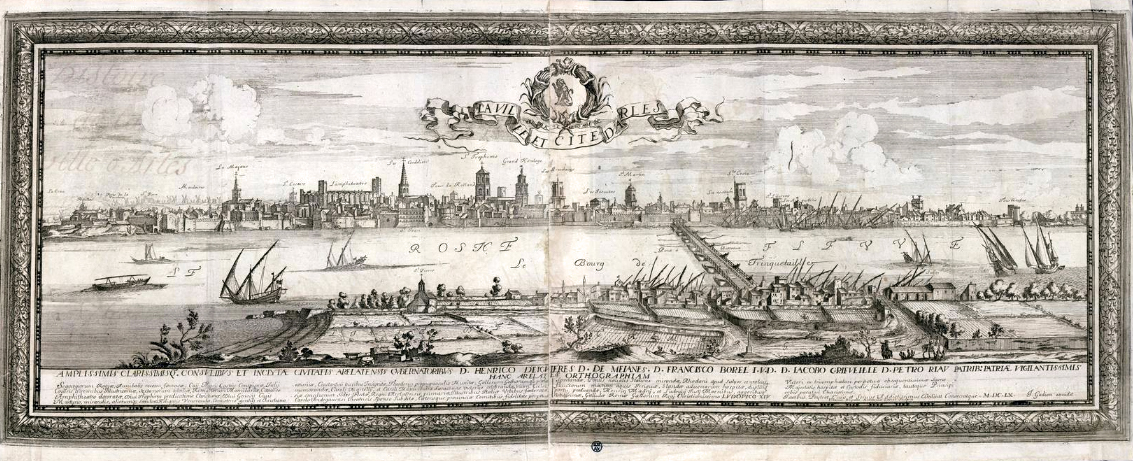
Arles vu de Trinquetaille en 1660.

Il meurt à Paris à la fin du XVIIe siècle.(vers l'an 1679)
Le musée Réattu de la ville d'Arles possède un autoportrait de ce peintre-architecte.